# 国际开放课件联盟
国际开放课件联盟（英語：Open Course Ware Consortium，简称OCWC）：OCWC是在全世界范围内拥有250多个高校和机构组成的联盟组织，他们免费公开自己的教学资源，包括讲义、作业、课件和课堂视频。在OCWC的框架下共提供了超过20种语言环境的14000门课，并作为一个协调机构维持全球的开放课程运动，以及交流思想和规划未来的平台。

## 简介
国际开放课件联盟于2008年正式成立，最初始于提出并开创了“开放课程(Open Courses)”这一概念的美国麻省理工学院（MIT），免费、不发文凭、世界一流讲师，改写了“远程教育”的传统定义。即便不是联盟成员，也可以免费使用、复制、传播、翻译OCWC的视频，只须遵守CC协议 (Creative Commons)——遵循该协议的作品允许被免费传播，但必须遵循署名、非商业性使用、禁止演绎再创作和相同方式传播四个条件。OCWC通过促进人们认识和利用开放教育资源（OER）来扩大受教育的机会及提高教学和学习，并保障其可持续性发展。

## 愿景和使命
OCWC的愿景是任何人在世界任何地方都能够获得任何他们想要的教育及文化上的知识或培训。
OCWC的使命是通过高品质的教材和统筹协调组织合作来解决相关的问题，保证开放课程项目的可持续性，使得这一愿景成为现实。

## 经费来源
由美国的两大慈善基金会William & Flora Hewlett基金会和Andrew W. Mellon基金会为OCWC提供资金援助。

## 其他
2003年，中国开放教育资源协会（CORE）加入国际开放课件联盟。
2011年1月，网易正式加入国际开放课件联盟，成为OCWC在中国的唯一的企业联盟成员。